# Александру Марґіломан
Александру Марґіломан (рум. Alexandru Marghiloman; *4 липня 1854, Бузеу — †10 травня 1925, Бузеу) — румунський консервативний політик. Протягом короткого часу (березень — листопад 1918) був прем'єр-міністром Румунії. Відіграв важливу роль під час Першої світової війни.

## Біографія
Навчався в Державному університеті «Św. Sawy» в Бухаресті, а потім вивчав право в Парижі. Був обраний до парламенту в 1884, в уряд прийшов 1888.
Як член Консервативної партії, він підтримував співпрацю Румунського королівства з Німецькою імперією і Австро-Угорщиною в рамках Троїстого союзу.
Після початку окупації Бухареста німцями, Марґіломан залишився в місті як голова румунського Червоного Хреста. Виступав посередником між окупантами і місцевим населенням.

## Політична кар'єра
На прохання короля Фердинанда І? Марґіломан зайняв пост прем'єр-міністра. Монарх сподівався, що політик зможе укласти мир з окупантами.
Після проведення переговорів Марґіломан підписав 7 травня 1918 мирний договір, більше відомий як Бухарестський мирний договір. Його умови були несприятливими для Румунського королівства. Після втрати популярності консервативних політиків в післявоєнному Румунському королівстві, Марґіломан пішов з політичного життя і помер у своєму рідному місті.
Також обіймав посаду Міністра сільського господарства, провадив успішну адвокатську практику.
Іменем Марґіломан названа кава (Kawy Marghilomana), приготована по-турецьки з ромом.